# Feilbach Limited
Feilbach Limited is een Amerikaans historisch merk van motorfietsen.
De bedrijfsnaam was: Feilbach Motor Co. Ltd., Milwaukee (Wisconsin).
Feilbach Limited bouwde van 1912 tot 1915 zware 548cc-eencilinders en 1130cc-V-twins met eigen motoren. De motorfietsen waren er zowel met ketting- als asaandrijving.